# Dindeștiu Mic (okręg Satu Mare)
Dindeștiu Mic (węg. Kisbesenyő, niem. Beschened) – wieś w Rumunii, w okręgu Satu Mare, w gminie Petrești. W 2011 roku liczyła 257 mieszkańców. 